# Ansgar Puff

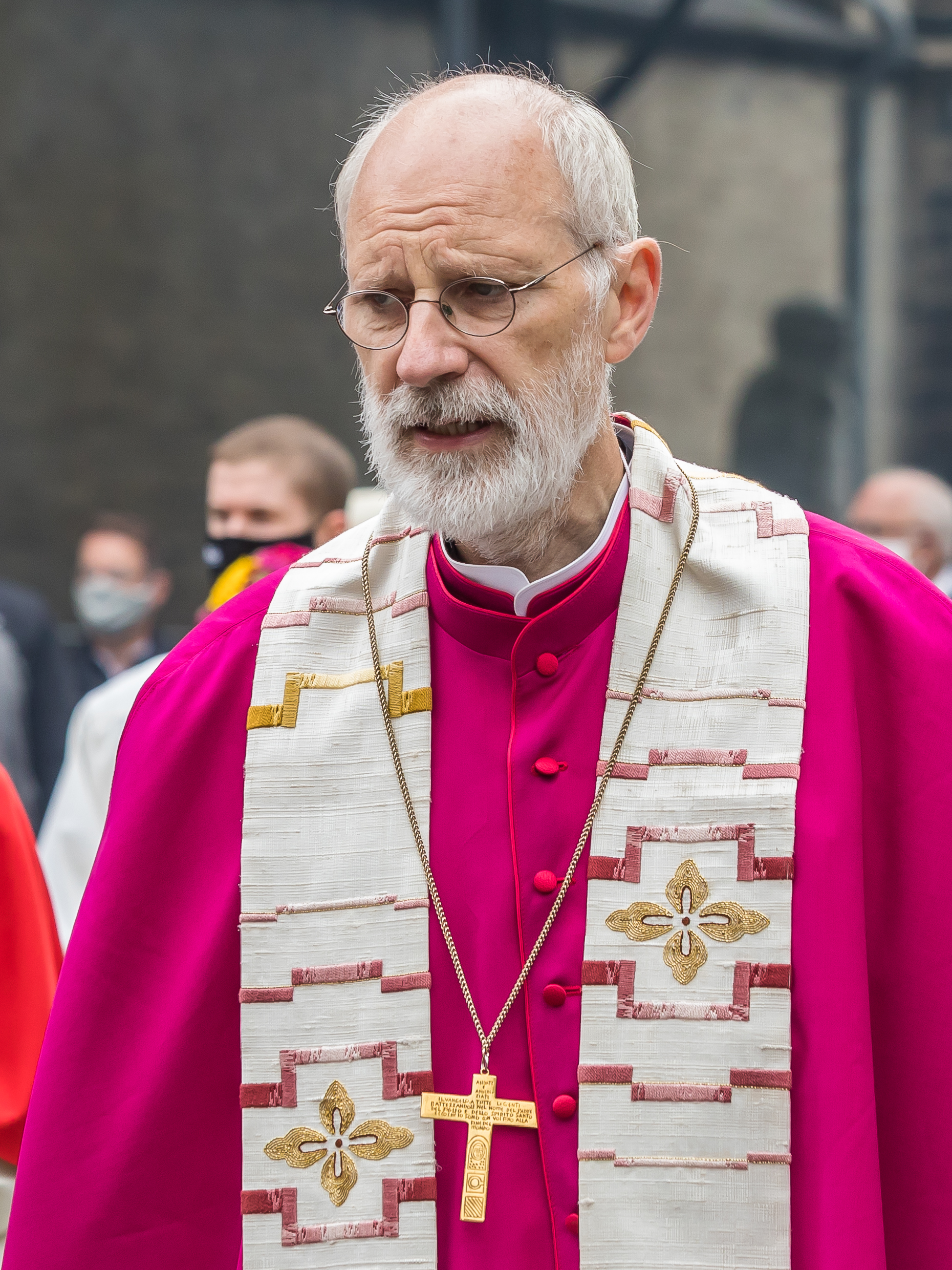
Weihbischof Ansgar Puff auf der Fronleichnamsprozession 2020 in Köln

Wappen des Kölner Weihbischofs Ansgar Puff

Ansgar Puff (* 8. Januar 1956 in Mönchen Gladbach) ist ein deutscher Theologe. Er ist Domkapitular und Weihbischof in Köln. 
Im Zuge der Vorstellung des Missbrauchsgutachtens im Erzbistum Köln am 18. März 2021 und dem darin gemachten Vorwurf des pflichtwidrigen Umgangs mit sexuellem Missbrauch stellte ihn Rainer Maria Kardinal Woelki auf eigenen Wunsch vorsorglich und vorläufig von seinen Aufgaben frei. Am 24. September 2021 lehnte der Papst seinen Rücktritt ab, so dass er wieder als Weihbischof im Erzbistum Köln wirkt.

## Leben
Puff wurde 1956 als zweites von vier Kindern in Mönchengladbach geboren und wuchs in Bonn-Bad Godesberg auf. Nach Abitur am Aloisiuskolleg in Bad Godesberg und Zivildienst studierte er zunächst in Köln Sozialarbeit. Während seines Studiums wohnte er zusammen mit Franziskanern in einem sozialen Brennpunkt in Köln-Vingst. Anschließend studierte er an der Rheinischen Friedrich-Wilhelms-Universität in Bonn Philosophie und Katholische Theologie.
Am 26. Juni 1987 empfing Puff durch Weihbischof Walter Jansen die Priesterweihe, war dann vier Jahre Kaplan an St. Bruno in Köln-Klettenberg und ab 1991 an St. Theodor in Köln-Vingst und St. Elisabeth in Höhenberg. Am 1. September 1996 wurde er leitender Pfarrer in Düsseldorf an den Pfarreien St. Pius X. Eller-West, St. Josef Oberbilk und St. Apollinaris. Seit dem 1. Juli 2008 war er zusätzlich Pfarrer des Seelsorgebereichs Unter- und Oberbilk, Friedrichstadt und Eller-West. Von 2004 bis 2012 war Puff stellvertretender Stadtdechant in Düsseldorf. Zum 1. Mai 2012 berief ihn Erzbischof Joachim Kardinal Meisner zum Direktor der Hauptabteilung Seelsorge-Personal im Erzbischöflichen Generalvikariat. 2012 verlieh ihm Papst Benedikt XVI. den Ehrentitel Kaplan Seiner Heiligkeit (Monsignore). Puff gehört der geistlichen Gemeinschaft „Neokatechumenaler Weg“ an.
Papst Franziskus ernannte Puff am 14. Juni 2013 zum Titularbischof von Gordus und zum Weihbischof in Köln. Die Bischofsweihe durch Kardinal Meisner fand am 21. September 2013 im Kölner Dom statt. Mitkonsekratoren waren die Kölner Weihbischöfe Manfred Melzer und Dominikus Schwaderlapp. Sein Wahlspruch „Misericordia sua salvat“ – „Sein Erbarmen rettet“ ist an eine Stelle im Brief des Apostels Paulus an Titus angelehnt (Tit 3,5 ). Am 22. September 2013 wurde Puff als Mitglied im Kölner Domkapitel eingeführt. Als Bischofsvikar ist er für den Pastoralbezirk Süd des Erzbistums Köln zuständig, der die Stadt Bonn, den Kreis Euskirchen, den Rhein-Sieg-Kreis und den Rheinisch-Bergischen Kreis sowie die zum Erzbistum Köln gehörenden Pfarreien in den Kreisen Altenkirchen und Neuwied umfasst. 
Im Februar 2014 wurde Puff zum Vorsitzenden des diözesanen Caritasverbandes ernannt, am 14. April 2015 zum Bischofsvikar für die Armen und die Caritas sowie am 23. Juni 2020 zum Bischofsvikar für den Diözesanrat der Katholiken im Erzbistum. Vom 31. Oktober 2014 bis April 2015 war er Bischofsvikar für die Internationale Katholische Seelsorge. In der Deutschen Bischofskonferenz war Puff von 2016 bis 2021 stellvertretender Vorsitzender der Caritaskommission sowie Mitglied der Migrationskommission. Er ist Kirchenrektor der Kirche des ehemaligen Franziskanerklosters, des heutigen Kölner Zentrums für katholische Wohnungslosenseelsorge GUBBIO in der Kölner Ulrichgasse, und unterstützt als Priester die Arbeit des Zentrums. Im Sommer hält er wöchentliche Sprechstunden in Köln auf der Domtreppe zwischen dem Kölner Hauptbahnhof und der Domplatte um den Kölner Dom.
Im Januar 2021 beklagte Puff, dass Wiederholungen zu einem „effektiven Werkzeug von Desinformation“ werden könnten, und nahm dabei sowohl auf US-Präsident Donald Trump als auch auf Berichterstattung über „das angebliche Fehlverhalten von Bischöfen“ Bezug. Daraufhin rief die Verwendung des Zitats „Man muss eine Lüge nur oft genug wiederholen, dann wird sie auch geglaubt“ Kritik hervor.
Das am 18. März 2021 veröffentlichte Gutachten der Kanzlei Gercke/Wollschläger zum Umgang mit Fällen sexuellen Missbrauchs im Erzbistum Köln in der Zeit von 1975 bis 2018 nannte einen Fall pflichtwidrigen Verhaltens, der Puff als Personalverantwortlichem zugeordnet werden kann. Daraufhin wurde er auf eigene Bitte vom Kölner Erzbischof Rainer Maria Kardinal Woelki am 19. März 2021 vorläufig beurlaubt. Nach einer von Papst Franziskus angeordneten Prüfung der pastoralen Situation im Erzbistum Köln und des Umgangs mit Fällen sexuellen Missbrauchs durch zwei Apostolische Visitatoren im Juni 2021 teilte der Heilige Stuhl am 24. September 2021 mit, dass der Papst Puffs Rücktritt als Weihbischof nicht angenommen habe. Es seien zwar vereinzelt Mängel in seiner Amtsführung festgestellt worden, Puff habe jedoch nicht vorsätzlich Missstände vertuscht oder Betroffene ignoriert. Puff nahm daraufhin seinen Dienst als Weihbischof wieder auf und erklärte, er werde auch weiterhin in der Obdachlosenseelsorge arbeiten; seine Erfahrungen der vergangenen Monate als Seelsorger dort und in einem Altenzentrum hätten ihn innerlich verändert. Er bat um Vergebung für die gemachten Fehler und werde sich um eine Arbeits- und Lebensweise bemühen, wegen der Menschen ihm wieder Vertrauen schenken könnten. Einen Teil seines Gehalts werde er an einen Fonds für Betroffene spenden.

## Veröffentlichungen
- Der Neokatechumenale Weg: Chance zur Erneuerung der Pfarrgemeinde. In: Gottfried Bitter, Albert Gerhards (Hrsg.): Glauben lernen – Glauben feiern. Katechetisch-liturgische Versuche und Klärungen. Kohlhammer-Verlag, Stuttgart-Berlin-Köln 1998, S. 157–162.